# NGC 871
NGC 871 је спирална галаксија у сазвежђу Ован која се налази на NGC листи објеката дубоког неба.
Деклинација објекта је + 14° 32' 51" а ректасцензија 2h 17m 10,6s. Привидна величина (магнитуда) објекта NGC 871 износи 13,4 а фотографска магнитуда 14,1. NGC 871 је још познат и под ознакама UGC 1759, MCG 2-6-53, CGCG 438-46, IRAS 02144+1419, PGC 8722.